# Eteroligosita senticosa
Eteroligosita senticosa är en stekelart som beskrevs av Lin 1994. Eteroligosita senticosa ingår i släktet Eteroligosita och familjen hårstrimsteklar. Inga underarter finns listade i Catalogue of Life.